# Crateri di Amaltea
Segue una lista dei crateri d'impatto presenti sulla superficie di Amaltea. La nomenclatura di Amaltea è regolata dall'Unione Astronomica Internazionale; la lista contiene solo formazioni esogeologiche ufficialmente riconosciute da tale istituzione.
I crateri di Amaltea portano i nomi di personaggi e luoghi legati al mito di Amaltea.

## Prospetto
| Cratere | Eponimo | Latitudine | Longitudine | Diametro |
| ------- | --- | ---------- | ----------- | -------- |
| Gaea    | Gea, la dea che, nella mitologia greca, rappresentava la Terra e che portò l'infante Zeus a Creta da Amaltea.                  | 80° S      | 90° W       | 80 km    |
| Pan     | Pan, divinità dalla fattezze caprine che, in alcuni racconti della mitologia greca, si dice che sia stato allattato da Amaltea | 55° N      | 35° W       | 100 km   |